# Neuseeländische Badmintonmeisterschaft 1959
Die Neuseeländische Badmintonmeisterschaft 1959 fand in Christchurch statt. Es war die 26. Austragung der Badmintonmeisterschaften von Neuseeland. 	

## Titelträger
| Disziplin    | Sieger                      |
| ------------ | --------------------------- |
| Herreneinzel | Jeffrey Robson              |
| Dameneinzel  | Heather Robson              |
| Herrendoppel | Paul Skelt Anthony Skelt    |
| Damendoppel  | Alice Butterworth Val Gow   |
| Mixed        | Neale R. Thompson Sonia Cox |